# کامیونکا (شهرستان گنگزنو)
کامیونکا (به لهستانی:  Kamionka) یک روستا در لهستان است که در گمینا ویتکووو واقع شده‌است.